# Y染色体

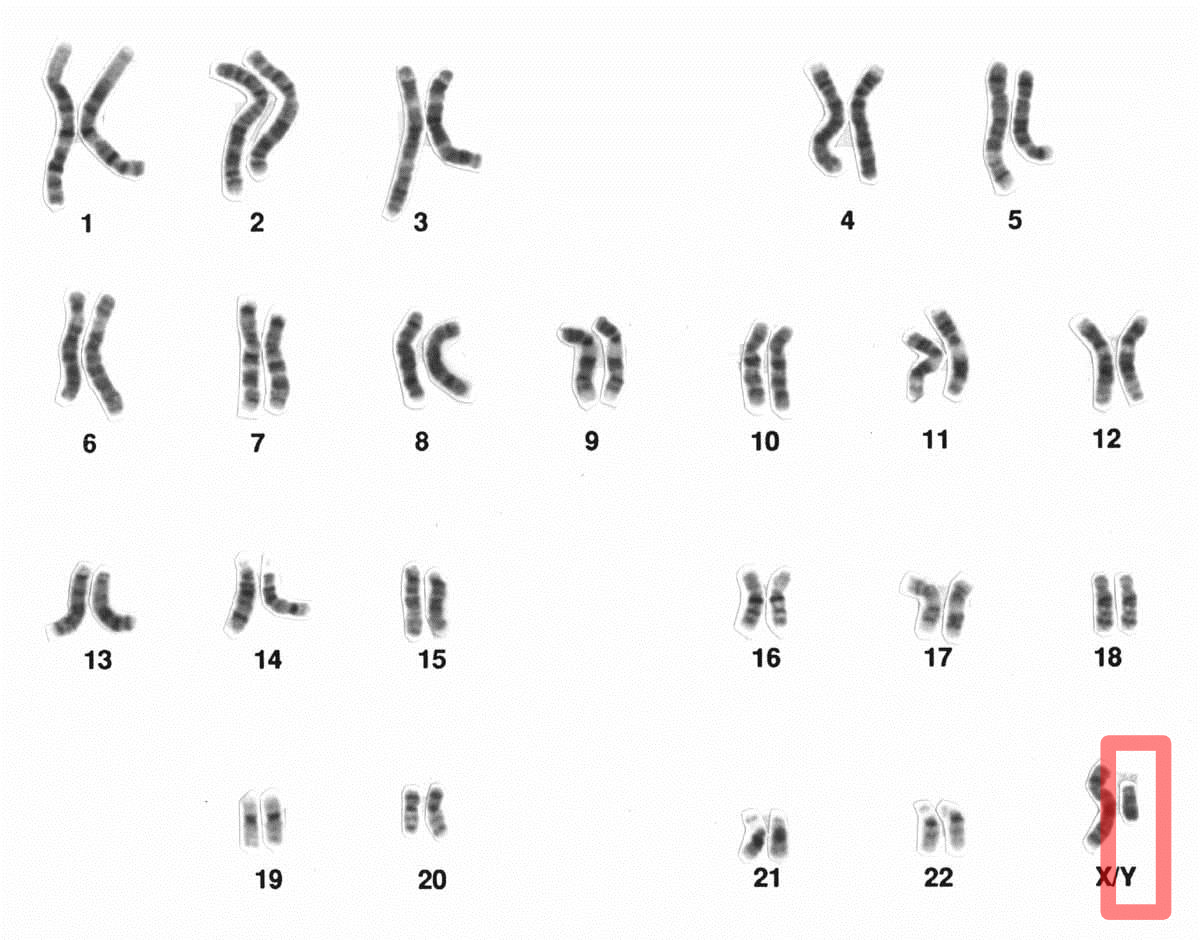
ヒト（男性）の染色体構造におけるY染色体

Y染色体（ワイせんしょくたい、英語: Y chromosome）は、性染色体の一つ。正常な雄個体ではX染色体と同時に存在し、正常な雌個体には存在しない性染色体をY染色体という。
X染色体とY染色体が同時に関与する性決定様式を、雄がX染色体とY染色体との組を持つヘテロ型であるため、雄ヘテロ型、さらに限定してXY型と呼ぶ。雄ヘテロ型性決定にはY染色体が関与しないXO型もあり、他に雌ヘテロ型の性染色体・性決定様式（ZW型・ZO型）も存在する。

## 概論
Y染色体は、ネッティー・マリア・スティーヴンスがミールワーム（コメノゴミムシダマシ, Tenebrioの幼虫）において発見し、1905年に報告した。Y染色体は、定義上、植物を含むXY型性決定をする全ての生物に存在する。また、カモノハシのように一組となって行動する複数のY染色体を持つ生物も存在する。
哺乳類および被子植物ヒロハノマンテマでは、Y染色体上にある雄性化因子（哺乳類ではSRY遺伝子）によって、Y染色体を持つ個体は雄へと分化する。しかしながら、Y染色体の存在がすなわち雄性への分化を意味するとは限らない。ショウジョウバエおよびスイバもXY型性決定を行うが、これらの種ではY染色体は性決定に関与せず、X染色体の数と常染色体のセット比率(X/A)が 0.5以下で雄、1.0以上で雌へと分化する。
Y染色体とX染色体は、一対の祖先型常染色体に性決定に関する遺伝子が成立したことによって、異なる性染色体に分化したと考えられている。X染色体は、雌においてはホモ型となり、相同染色体の間での組換えを起こすことができるため、突然変異などの影響を比較的に受けにくく、遺伝情報を維持しやすい。これに対して、Y染色体は正常な個体では雄に1本単独で存在するため、突然変異などで遺伝情報を失い、形態的にも小型化する傾向がある。しかしながら、その小型化については生物種によって差があり、植物ではX染色体よりも大きなY染色体も観察されている（写真例）。哺乳類のネズミの一部には、Y染色体の遺伝情報消失の極端な形としてY染色体自体を失ってしまった種も存在する。このような種はSRYも同時に失われているが、雌雄の性別は保たれており、Y染色体とSRYに依存しない新たな性別の決定方法が生じているものと考えられている。
哺乳類のY染色体とX染色体にある相同性が残されている領域は、擬似常染色体領域(PAR, pseudoautosomal region)と呼ばれており、この領域でのX染色体とY染色体の組換えも起きることが知られている。PAR以外のY染色体部分は、MSY (male specific region of Y chromosome) と呼ばれる反復配列を多く含む領域である。

## ヒトのY染色体

ヒトのY染色体模式図
上部が短腕、くびれがセントロメア、下部が長腕である。上端からYp11.31までが擬似常染色体領域PAR1、その下の黒い部分(Yp11.2)からYq12までがMSY(male specific regions of Y chromosome)である。最下端のPAR2は縮尺上表示できないほど小さいので省略してある。Yq12がキナクリン染色領域である。

以下にヒトのY染色体について述べるが、他の生物では該当しない事項が多数あることに留意が必要である。

### 構成
ヒトのY染色体はおよそ5,100万塩基対であり、MSY内部の反復配列の影響で塩基構成がチミン・アデニンを多く含むように偏っている(AT rich)。長腕部分には、"TTCCA" 5塩基の反復が続き蛍光色素キナクリンでよく染色される領域「キナクリン染色領域」がある（右図Yq12部分）。この境域には有効な遺伝子が存在しないと考えられるため、遺伝子不毛地帯と呼ぶものもいる。
この領域はヘテロクロマチン構造をとり、細胞分裂の間期でも観察可能である。この構造物を、X染色体のヘテロクロマチン構造である「Xクロマチン」（=バー小体）と対比して、Yクロマチンと呼ぶ。Yクロマチンは、ヒトおよびゴリラに特異的であり、比較的近縁なチンパンジーやオランウータンでも観察されない。
擬似常染色体領域(PAR)はX染色体・Y染色体の両端に2か所あり、短腕端のものをPAR1（270万塩基対）、長腕端のものをPAR2（33万塩基対）と呼んでいる。二つのPARには少なくとも29個の遺伝子座が存在している。MSYはY染色体の約94%（約4,800万塩基対）を占める（右図）。

ヒト性染色体上の遺伝子数については資料によって異なることがあるが、Y染色体上の遺伝子数は100〜200、X染色体上の遺伝子数は1,098とする報告がある。ヒトY染色体はX染色体に比べて遺伝子の密度が極端に低い。

### 遺伝的組換え
男性では、PARを除いて、X染色体とY染色体相互間の遺伝的組換えが起こりにくい。しかしながら、Y染色体は回文配列（パリンドローム構造）を内部に多く含むため、同一染色体内部で高い頻度の組換えを起こすことが可能である。
Y染色体短腕末端部のPAR1の近傍には、性決定遺伝子SRY (sex-determining region Y)が存在している。X染色体との不等乗換えによって、SRYがX染色体上に転座することが稀にある。このとき、SRYを含むX染色体とSRYを含まないY染色体ができる。これら異常を含む性染色体を持つ精子によって受精が行われると、SRY遺伝子を持つXXの男性、SRY遺伝子を持たないXYの女性が誕生する。彼らはSRYの有無以外の突然変異を併せ持たない場合、外見上は正常な男性・女性となるが配偶子は生殖能力を欠く。

### SRY遺伝子
哺乳類獣亜綱動物は、一般にY染色体上のSRYよって性別が決定される。SRYは、未分化の生殖腺を精巣に分化させる遺伝子であり、その後の性分化は精巣から分泌される男性ホルモンアンドロゲンによって支配される。SRYが発現しないとき未分化の生殖腺は卵巣に分化し、その後、他の器官も女性として分化する。これは哺乳類特有の機構であり、他の脊椎動物ではSRYに相当する遺伝子は発見されていない。性決定遺伝子DM-Wが雌への性決定をするアフリカツメガエルの例も知られている。
SRYはHMGボックスと呼ばれるDNA結合ドメインを持っており、DNAに結合することで、精巣誘導を制御していると考えられている。

### 伴性遺伝
PAR以外のX染色体の遺伝子は、女性では対立遺伝子2種類が存在するのに対して、男性では1本のX染色体上の1種類しか存在しない。したがって、男性の場合、それらのX染色体の遺伝子によって支配される形質は劣性形質であっても表現型となって現れる。一方、一般にY染色体のMSY上に存在する遺伝子は男性のみで発現することになり、このような遺伝を限性遺伝という。限性遺伝する遺伝子は、SRY以外に精子形成に関わるDAZ遺伝子などがある。
PAR1に存在する低身長ホメオボックス遺伝子(SHOX, short status homeobox containing gene)は、通常は男性(XY)・女性(XX)どちらでも2コピーが発現している。X染色体が1本しかないターナー症候群女性(XO)では、SHOXの不足による低身長症がおきることがある。一方、MSYであるY染色体長腕のセントロメア付近には「Y成長遺伝子」と呼ばれる遺伝子がある。この遺伝子はY染色体限性遺伝であるため、男女の身長差の一因となっていると考えられている。前述の染色体異常（転座）によるSRY遺伝子欠失XY型女性は、このY成長遺伝子を持つため、XX型女性より平均9cmほど身長が高くなる。

### Y染色体の消失
Y染色体が男性のみに1本単独で存在するため、突然変異などで遺伝情報を失い、形態的にも小型化する傾向にあるのはヒトも例外ではないが、Y染色体自体を失っても雌雄の性別が保たれている種も存在しており、Y染色体の消失が即ち性別や種の存続に関わるかは別の問題である。現在、Y染色体の遺伝情報を修復するために薬物を精子に添加するなど、Y染色体修復の方法は理論上存在する程度である。

### Y染色体ハプログループ
父系で遺伝するY染色体のハプログループ（＝ハプロタイプの集団）をY染色体ハプログループという。Y染色体ハプログループを人類全体について調べることで、世界各地の民族の由来を調べることができる。

### Y染色体過剰症群
XYY症候群、XXYY症候群などが知られている。XYY症候群では通常の男性となんら変わりのない表現系を示し顕著な障害は発見されていないが、XXYY症候群の男性はクラインフェルター症候群様の症状を示す。
フィクションで描かれた映画エイリアン3では、冒頭に「Y染色体を過剰にもつ人間を集めた囚人星」という設定がある。Y染色体を過剰にもつ人間は通常の男性より破壊や闘争の本能が強いというのは1960年代に間違って流布された説で、現在は否定されている。